# Rolie Polie Olie
Rolie Polie Olie foi uma série de animação infantil produzido pela Nelvana em parceria com a Disney, criado por William Joyce. 
No Brasil, foi transmitido pela Rede Globo dentro do programa Xuxa no Mundo da Imaginação em 2002 e 2004. Também foi exibida pela TV Cultura de segunda a sexta as 9h30 da manhã e as 16h da tarde até 11 de dezembro de 2009 e voltou a ser exibida a partir de 3 de abril de 2010, aos sábados as 14h. O desenho foi exibido pela própria Cultura até 4 de setembro de 2010. De 2011 a 2014, foi exibido pelo Disney Junior (com reexibições ocorrendo até 18 de dezembro de 2015). Em Portugal, foi transmitido na RTP em 1999 e mais tarde no Disney Channel dentro do bloco Playhouse Disney. A série estreou no horário das 16:30 em 3 de outubro de 1998, sendo exibido pelo Disney Channel dentro do bloco Playhouse Disney nos Estados Unidos. O episódio final foi exibido em 28 de fevereiro de 2004.